# Красный Сормович
Газета «Красный Сормович» — информационно-аналитический еженедельник. Издается с 7 ноября 1927 года. Тираж (на август 2021) — 3000 экземпляров .
Газета «Красный Сормович» — одна из первых заводских многотиражек, появившихся в Советском Союзе в конце 1920-х годов — выходила 5 раз в неделю на 4 страницах формата А3 и тиражом до 10 тысяч экземпляров .
Сегодня учредителями газеты являются ПАО «Завод Красное Сормово» и администрация Сормовского района Нижнего Новгорода. Главный редактор СМИ (на август 2021 года) — Федотова Мария Владимировна. Свежие выпуски газеты выходят еженедельно каждую пятницу.
Газета осуществляет информационное обслуживание населения двух крупных промышленных районов города Нижнего Новгорода — Сормовского и Московского.
Газета была награждена Почетной грамотой Верховного Совета РСФСР, грамотой Союза журналистов России, она стала лауреатом пятого Всероссийского фестиваля СМИ «Вся Россия — 2000» .
Регулярно на страницах газеты в рубрике "Лира" публикуются произведения поэтов Сормовского литературного объединения "Волга".